# العلاقات النمساوية السويسرية
العلاقات النمساوية السويسرية هي العلاقات الثنائية التي تجمع بين النمسا وسويسرا.

## مقارنة بين البلدين
هذه مقارنة عامة ومرجعية للدولتين:
| وجه المقارنة                                              | النمسا                                                    | سويسرا                                                                                      |
| --------------------------------------------------------- | --------------------------------------------------------- | ------------------------------------------------------------------------------------------- |
| المساحة (كم2)                                             | 83.86 ألف                                                 | 41.28 ألف                                                                                   |
| عدد السكان (نسمة)                                         | 8.81 مليون                                                | 8.21 مليون                                                                                  |
| الكثافة السكانية (ن./كم²)                                 | 105.06                                                    | 198.89                                                                                      |
| العاصمة                                                   | فيينا                                                     | برن                                                                                         |
| اللغة الرسمية                                             | اللغة الألمانية، لغة الإشارة النمساوية ‏                   | اللغة الألمانية، اللغة الإيطالية، لغة فرنسية، اللغة الرومانشية، الألمانية السويسرية الموحدة |
| العملة                                                    | يورو، شلن نمساوي، رايخ مارك، شلن نمساوي                   | فرنك سويسري                                                                                 |
| الناتج المحلي الإجمالي (بليون دولار)                      | 416.60 مليار                                              | 678.89 مليار                                                                                |
| الناتج المحلي الإجمالي (تعادل القوة الشرائية) بليون دولار | 426.99 مليار                                              | 518.07 مليار                                                                                |
| الناتج المحلي الإجمالي الاسمي للفرد دولار أمريكي          | 43.77 ألف                                                 | 80.94 ألف                                                                                   |
| الناتج المحلي الإجمالي للفرد دولار أمريكي                 | 47.68 ألف                                                 | 59.54 ألف                                                                                   |
| مؤشر التنمية البشرية                                      | 0.885                                                     | 0.930                                                                                       |
| رمز المكالمات الدولي                                      | +43                                                       | +41                                                                                         |
| رمز الإنترنت                                              | .at                                                       | .ch، .swiss ‏                                                                                |
| المنطقة الزمنية                                           | توقيت وسط أوروبا، ت ع م+01:00، ت ع م+02:00، أوروبا/فيينا ‏ | توقيت وسط أوروبا، ت ع م+01:00، ت ع م+02:00، أوروبا/زيورخ ‏                                   |

## مدن متوأمة
في ما يلي قائمة باتفاقيات التوأمة بين مدن نمساوية وسويسرية:
- ترتبط Hard, Austria [الإنجليزية]‏ مع Balgach [الإنجليزية]‏ باتفاقية توأمة.
- ترتبط مايرهوفن مع خور باتفاقية توأمة.
- ترتبط Lermoos [الإنجليزية]‏ مع Wohlen, Aargau [الإنجليزية]‏ باتفاقية توأمة.
- ترتبط فيينا مع برن باتفاقية توأمة منذ 20 نوفمبر 1990.
- ترتبط Neudörfl [الإنجليزية]‏ مع Zollikofen [الإنجليزية]‏ باتفاقية توأمة.
- ترتبط Aschau im Zillertal [الإنجليزية]‏ مع أوبرفل باتفاقية توأمة.
- ترتبط Hall in Tirol [الإنجليزية]‏ مع فينترتور باتفاقية توأمة.
- ترتبط Burgkirchen, Austria [الإنجليزية]‏ مع Füllinsdorf [الإنجليزية]‏ باتفاقية توأمة.
- ترتبط سالزبورغ مع برن باتفاقية توأمة منذ 1964.[16][17][18][19]
- ترتبط Bezau [الإنجليزية]‏ مع Heiden, Switzerland [الإنجليزية]‏ باتفاقية توأمة.
- ترتبط كوفشتاين مع فراونفيلد باتفاقية توأمة.
- ترتبط Weyregg am Attersee [الإنجليزية]‏ مع Trimmis [الإنجليزية]‏ باتفاقية توأمة.
- ترتبط Waidhofen an der Ybbs [الإنجليزية]‏ مع بيشوفتزل باتفاقية توأمة.
- ترتبط Wenigzell [الإنجليزية]‏ مع إيلغ باتفاقية توأمة.
- ترتبط فورستنفلد [الإنجليزية]‏ مع زوغ باتفاقية توأمة.

## منظمات دولية مشتركة
يشترك البلدان في عضوية مجموعة من المنظمات الدولية، منها:
| علم المنظمة | اسم المنظمة                               | تاريخ انضمام النمسا | تاريخ انضمام سويسرا |
| ----------- | ----------------------------------------- | ------------------- | ------------------- |
|             | مؤسسة التمويل الدولية                     | 28 سبتمبر 1956      | 29 مايو 1992        |
|             | يونسكو                                    | 13 أغسطس 1948       | 28 يناير 1949       |
|             | مجموعة أستراليا                           | 1989                | 1987                |
|             | المرصد الأوروبي الجنوبي                   | 2008                | 1982                |
|             | اتحاد المدفوعات الأوروبي ‏                 | ?                   | ?                   |
|             | مجموعة الموردين النوويين                  | ?                   | ?                   |
|             | الوكالة الدولية للطاقة                    | ?                   | ?                   |
|             | مؤسسة التنمية الدولية                     | 28 يونيو 1961       | 29 مايو 1992        |
|             | منظمة التعاون الاقتصادي والتنمية          | ?                   | ?                   |
|             | المركز الدولي لتسوية المنازعات الاستشارية | 24 يونيو 1971       | 14 يونيو 1968       |
|             | وكالة ضمان الاستثمار متعدد الأطراف        | 16 ديسمبر 1997      | 12 أبريل 1988       |
|             | منظمة حظر الأسلحة الكيميائية              | ?                   | ?                   |
|             | المنظمة الأوروبية لسلامة الملاحة الجوية   | 1993                | 1992                |
|             | البنك الإفريقي للتنمية                    | ?                   | ?                   |
|             | الأمم المتحدة                             | 14 ديسمبر 1955      | 10 سبتمبر 2002      |
|             | الاتحاد الدولي للاتصالات                  | 1866                | 1866                |
|             | منظمة الشرطة الجنائية الدولية             | ?                   | ?                   |
|             | البنك الدولي للإنشاء والتعمير             | 27 أغسطس 1948       | 29 مايو 1992        |
|             | منظمة الأمن والتعاون في أوروبا            | 25 يونيو 1973       | 25 يونيو 1973       |
|             | الاتحاد البريدي العالمي                   | ?                   | ?                   |
|             | منظمة التجارة العالمية                    | ?                   | ?                   |
|             | الفريق المعني برصد الأرض                  | ?                   | ?                   |
|             | بنك التنمية الآسيوي                       | 1966                | 1967                |
|             | نظام تحكم تكنولوجيا القذائف               | 1991                | 1992                |
|             | مجلس أوروبا                               | ?                   | ?                   |

## أعلام
هذه قائمة لبعض الشخصيات التي تربطها علاقات بالبلدين:
- ألبرت الثاني ملك ألمانيا (10 أغسطس 1397[29][30] – 27 أكتوبر 1439[30])
- إدموند فيشر (6 أبريل 1920[31] – )
- إسماعيل التاجوري (لاعب كرة قدم ليبي يحترف في الدوري النمساوي، 27 مارس 1994 – )
- رودولف الأول (سياسي نمساوي، 1 مايو 1218[32] – 15 يوليو 1291[32])
- غوستاف فون فرنك (22 مارس 1807[33][34][35] – 8 يناير 1860[33][34][36])
- فرديناند زفونيمير من هابسبورغ (سائق سيارة سباق نمساوي، 21 يونيو 1997 – )
- فريدريك الثالث (21 سبتمبر 1415 – 19 أغسطس 1493)
- فولفغانغ باولي (فيزيائي نمساوي حاصل على جائزة نوبل، 25 أبريل 1900[37][38][39] – 15 ديسمبر 1958[37][38][39])
- ماري لويز فون فرانز (4 يناير 1915[40][41][42] – 17 فبراير 1998[40][41][42])
- ماريا شيل (ممثلة نمساوية، 15 يناير 1926[43][44][45] – 26 أبريل 2005[43][44][45])
- موريتز باور (لاعب كرة قدم سويسري، 25 يناير 1992[46] – )
- ميريام شتاين (ممثلة سويسرية، 10 مايو 1988[47][48] – )
- هانس أوير (مهندس معماري نمساوي، 16 أبريل 1847 – 30 أغسطس 1906[49])

## وصلات خارجية
- موقع وزارة الخارجية النمساوية
- موقع وزارة الخارجية السويسرية